# François de Noailles
François de Noailles (Château de Noillac, 2 luglio 1519 – Bayonne, 19 o 20 settembre 1585) è stato un vescovo cattolico e ambasciatore francese, protonotario apostolico, divenne vescovo di Dax nel 1556, ambasciatore francese presso la Repubblica di Venezia negli anni 1560, e ambasciatore di Carlo IX presso l'Impero ottomano dal 1571 al 1575.

## Biografia
François fu uno dei tre fratelli che servirono nella diplomazia francese, tre dei diciannove figli di Louis de Noailles e Catherine de Pierre-Buffière.
Nel contesto dell'alleanza franco-ottomana, e l'ottenimento di speciali privilegi diplomatici tra la Francia e l'Impero Ottomano dal 1535-1536, François de Noailles cercò di mantenere il monopolio diplomatico della Francia con l'Impero Ottomano, in modo da avere influenza economica e politica nel Mediterraneo, contro la Spagna e le città-stato italiane.
Dopo la Battaglia di Lepanto, provò a mitigare l'impatto della vittoria cristiana sui turchi, sostenendo che, dopo tutto, non vi erano state, nel complesso, eccessive acquisizioni nei confronti degli Ottomani.
François de Noailles, vescovo di Dax, fu pro ugonotti. Nel 1574 brigò per ottenere il supporto di Selim II in favore di Guglielmo d'Orange e la ribellione olandese. Selim II ha inviato il suo sostegno attraverso un messaggero, che cercò di mettere gli olandesi in contatto con i ribelli moriscos della Spagna e i pirati di Algeri. Selim inoltre inviò una grande flotta che conquistò Tunisi nell'ottobre 1574, riuscendo così a ridurre la pressione spagnola sui Paesi Bassi, e portando ai negoziati della Conferenza di Breda.
François morì a Bayonne il 19 o 20 settembre 1585.